# قرن آل إسرائيل (لودر)

تعديل مصدري - تعديل

قرن آل إسرائيل هي إحدى قرى عزلة زارة بمديرية لودر التابعة لمحافظة أبين، بلغ تعداد سكانها 180 نسمة حسب تعداد اليمن لعام 2004.